# Fort het Hemeltje
Het Fort het Hemeltje (officieel: Fort bij 't Hemeltje) is een Nederlands fort tussen Utrecht en Houten. Het is het laatst gebouwde en meest moderne fort van de Nieuwe Hollandse Waterlinie. Het fort is genoemd naar een boerderij annex herberg die hier vroeger stond.
Het fort werd gebouwd in 1877-1881 naar een ontwerp van genieofficier Cool. Dit fort en Fort Hoofddijk waren de laatste forten die gebouwd werden voor de Nieuwe Hollandse Waterlinie. Het was onderdeel van de vooruitgeschoven ring van forten rond Utrecht om de Houtense Vlakte te verdedigen, een hooggelegen gebied dat niet inundeerbaar was. Tevens bood het fort uitzicht op de Spoorlijn Utrecht - Boxtel.
Het fortterrein heeft een oppervlakte van ongeveer 7,5 hectare en is maximaal 275 meter lang en circa 140 meter breed. Het geheel is omgeven door een gracht. Op het fort zijn tussen 1878 en 1881 onder meer gebouwd de flankbatterijen (A en B) met poternes naar de kanonremises (C en D) met wachtlokalen. De flankbatterijen waren voor de nabijverdediging, ze dekten met vuur de gracht, de vooruitstekende delen van de hoofdwal en het direct voorliggende terrein. Verder kwam er een bomvrije kazerne van twee verdiepingen en een verdedigbare woning voor de fortwachter.
Tijdens de mobilisatieperioden van de Eerste en de Tweede Wereldoorlog werden in de directe omgeving van het fort nog veldversterkingen gerealiseerd zoals loopgraven en kleine betonnen schuilplaatsen. Tijdens de Eerste Wereldoorlog werden op de ringkade luisterposten gebouwd waarvan er nog twee zichtbaar zijn. In 1939 zijn op het fort twee gietstalen koepelkazematten gebouwd. Tijdens de Tweede Wereldoorlog heeft de Duitse bezetter het staal verwijderd, zodat alleen de betonnen onderbouw resteert. Verder is de oorspronkelijke toegangsbrug vervangen door een aarden dam en heeft de oorspronkelijke artillerieloods in 1959 plaats gemaakt voor een nieuwe werkplaats.
Op 28 juni 1945 vond een explosie plaats op het fort. Hierbij kwamen twee bewakers van de Binnenlandse strijdkrachten en de zoon van de fortwachter om het leven.
Na de oorlog tot 1993 gebruikte Defensie het fort als munitiedepot en voor renovatie van munitie. Sinds circa 1995 is het fort in handen van Staatsbosbeheer. Een deel van het fort is in gebruik als kantoorruimte voor organisaties die actief zijn op het gebied van duurzaamheid.

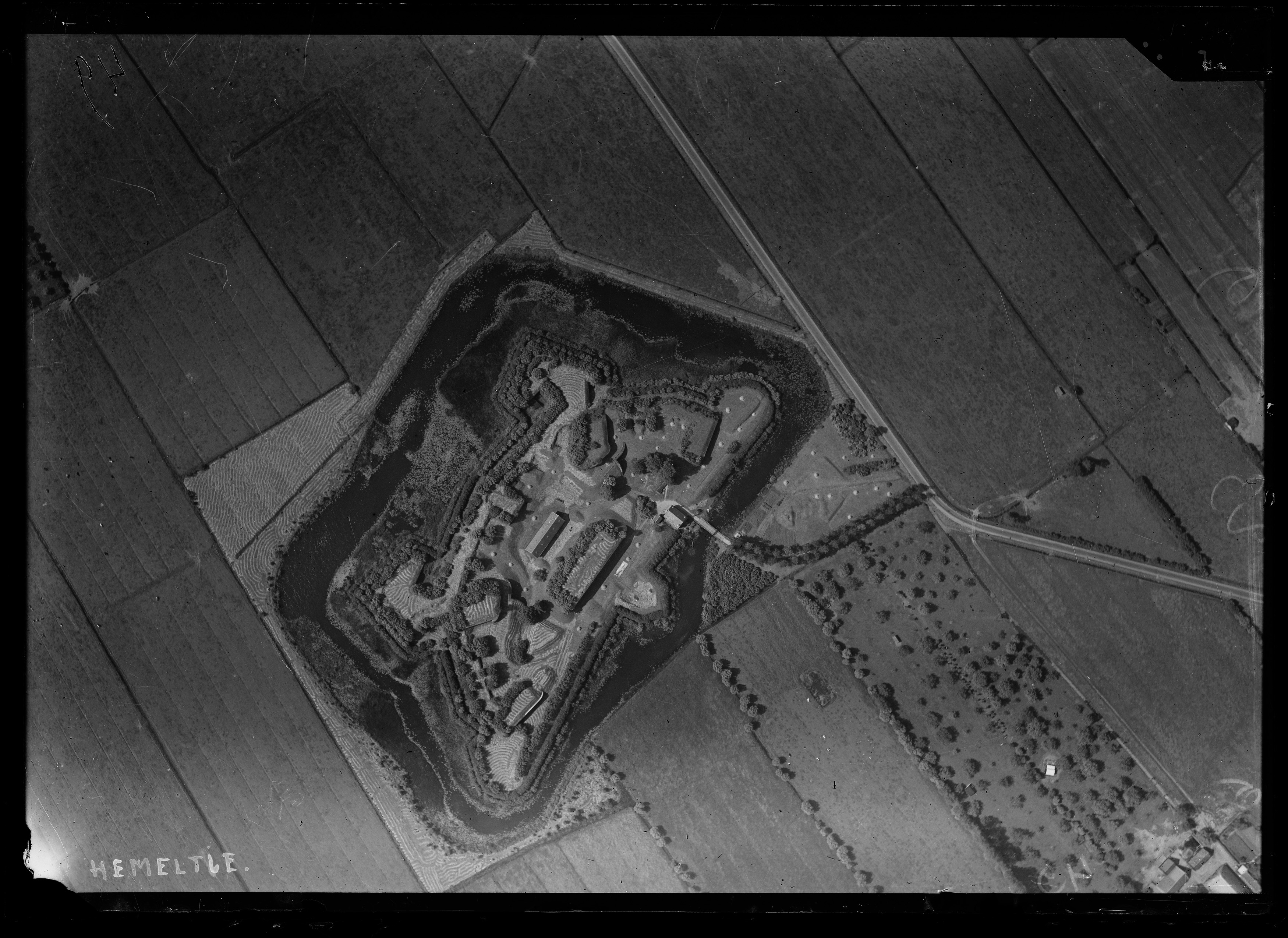
Luchtfoto Fort 't Hemeltje, 1920-1940

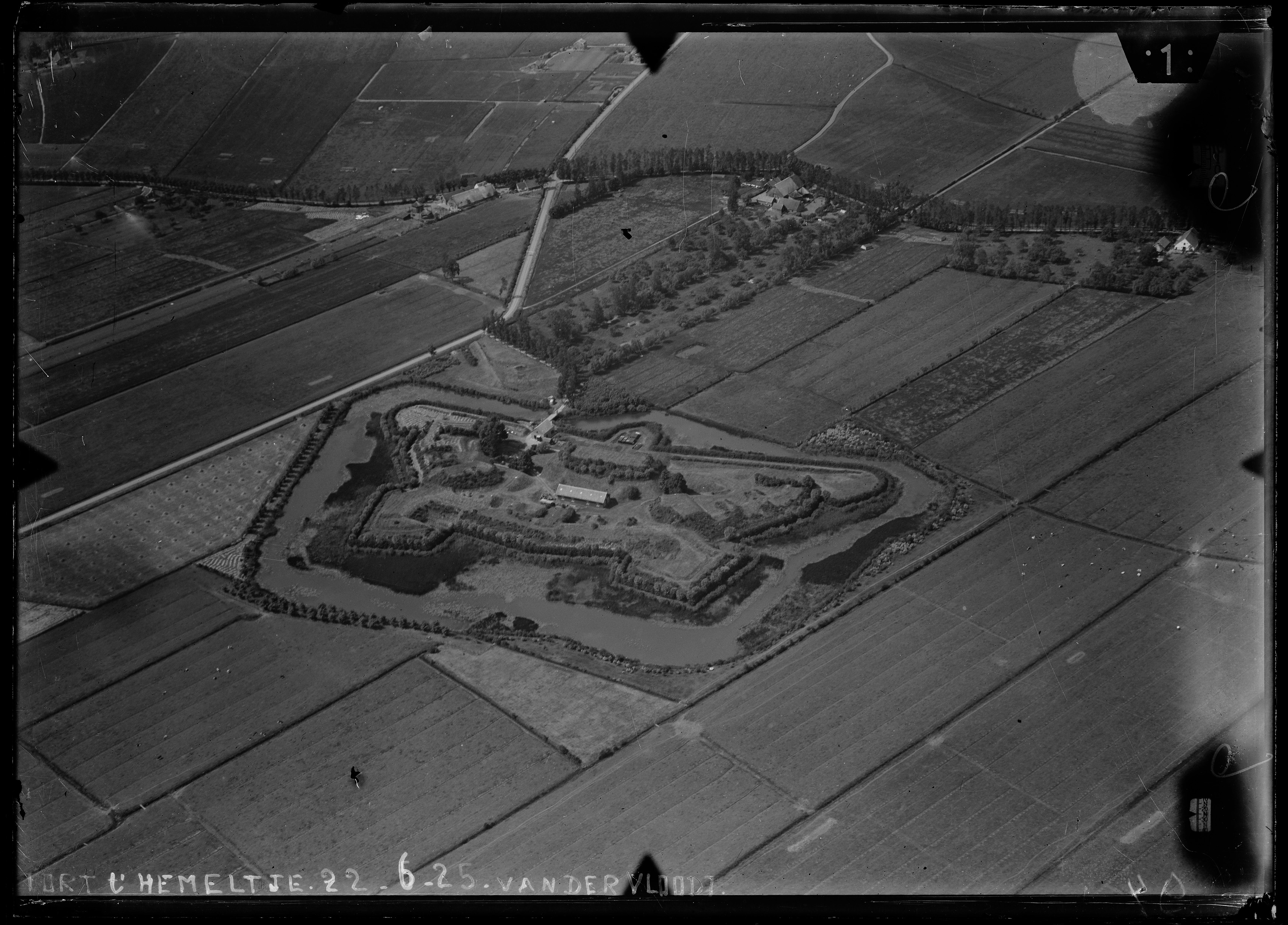
Luchtfoto Fort 't Hemeltje, 1925

## Beschermd als rijksmonument
Het fort heeft een beschermde status als rijksmonument. Om precies te zijn, zijn er totaal 10 onderdelen op het fort die een inschrijving in het rijksmonumentenregister hebben. Deze, plus nog eens 4 onderdelen van de Nieuwe Hollandse Waterlinie die eveneens rijksmonument zijn (onderdelen van de zogenaamde Tussenstelling 't Hemeltje-Vechten), zijn te vinden in de Lijst van rijksmonumenten rond Fort het Hemeltje.